# Sitsqwayk
Sitsqwayk — рід вусатих китів із морських родовищ пізнього олігоцену (чаттські) у штаті Вашингтон. Загальна назва відноситься до могутнього водного духу у фольклорі Клалама, який, як кажуть, приносить багатство.

## Опис
Сіцквайк відрізняється від інших ранніх хеомістектів особливостями роструму і даху черепа, особливо в передчелюстних кістках.

## Філогенез
У межах Chaeomysticati, Sitsqwayk виявлено як найбазальніший хеомістецет, більш примітивний, ніж еомістетиди та Horopeta.

## Палеобіологія
Сіцквайк є однолітком іншого олігоценового містицита з піштської формації, Fucaia goedertorum.